# Iván Tona
Iván Oswaldo Tona Olmeda (Hermosillo, 1º aprile 2000) è un calciatore messicano, centrocampista del Club Tijuana.

## Caratteristiche tecniche
È un centrocampista polivalente con caratteristiche difensive.

## Carriera
Cresciuto nel settore giovanile del Club Tijuana, nel 2020 è passato ai Dorados con cui ha iniziato la sua carriera professionistica facendo l'esordio assoluto il 15 ottobre nell'incontro di Liga de Expansión MX perso 4-0 contro il Tepatitlán. Ha segnato i suoi primi gol il 6 novembre seguente realizzando una doppietta nella partita vinta 3-2 contro i Leones Negros UdeG.
Nel gennaio del 2023 è stato ceduto al Cimarrones ed il 16 giugno seguente ha firmato un contratto con il Monterrey che lo ha assegnato alla squadra riserve del Raya2. Il 15 gennaio 2023 ha debuttato in Liga MX nella partita vinta 3-2 contro il Cruz Azul.
Nell'estate del 2023 è tornato al Club Tijuana, dove aveva percorso tutta la trafile delle giovanili.

## Statistiche

### Presenze e reti nei club
Statistiche aggiornate al 28 marzo 2025.
| Stagione        | Squadra         | Campionato      | Campionato | Campionato | Coppe nazionali | Coppe nazionali | Coppe nazionali | Coppe continentali | Coppe continentali | Coppe continentali | Altre coppe | Altre coppe | Altre coppe | Totale | Totale | Totale |
| Stagione        | Squadra         | Comp            | Pres       | Reti       | Comp            | Pres            | Reti            | Comp               | Pres               | Reti               | Comp        | Pres        | Reti        | Pres   | Reti   |        |
| --------------- | --------------- | --------------- | ---------- | ---------- | --------------- | --------------- | --------------- | ------------------ | ------------------ | ------------------ | ----------- | ----------- | ----------- | ------ | ------ | ------ |
| 2020-2021       | Dorados         | EMX             | 28         | 3          | -               | -               | -               | -                  | -                  | -                  | -           | -           | -           | 28     | 3      |        |
| 2021-gen. 2022  | Dorados         | EMX             | 2          | 0          | -               | -               | -               | -                  | -                  | -                  | -           | -           | -           | 2      | 0      |        |
| Totale Dorados  | Totale Dorados  | Totale Dorados  | 30         | 3          |                 | -               | -               |                    | -                  | -                  |             | -           | -           | 30     | 3      |        |
| gen.-giu. 2022  | Cimarrones      | EMX             | 23         | 3          | -               | -               | -               | -                  | -                  | -                  | -           | -           | -           | 23     | 3      |        |
| 2022-2023       | Raya2           | EMX             | 20         | 0          | -               | -               | -               | -                  | -                  | -                  | -           | -           | -           | 20     | 0      |        |
| 2022-2023       | Monterrey       | LMX             | 4          | 0          | -               | -               | -               | -                  | -                  | -                  | -           | -           | -           | 4      | 0      |        |
| 2023-2024       | Club Tijuana    | LMX             | 15         | 0          | -               | -               | -               | -                  | -                  | -                  | LC          | 2           | 0           | 17     | 0      |        |
| 2024-2025       | Club Tijuana    | LMX             | 29         | 1          | -               | -               | -               | -                  | -                  | -                  | LC          | 1           | 0           | 30     | 1      |        |
| Totale carriera | Totale carriera | Totale carriera | 121        | 7          |                 | -               | -               |                    | -                  | -                  |             | 3           | 0           | 124    | 7      |        |